# Сумерки идолов
Сумерки идолов, или как философствуют молотом (нем. Götzen-Dämmerung oder Wie man mit dem Hammer philosophiert) — книга Фридриха Ницше, впервые изданная в 1888 году.
Сборник коротких эссе, развенчивающий общественное представление об авторитете различных философских понятий. Другое название —- «Падение кумиров, или о том, как можно философствовать с помощью молотка».

## О книге
Об этом сочинении сам Ницше отзывался как о законченном общем введении в свою философию. Первоначальное заглавие было другим: «Трудности психолога». Но под влиянием Петера Гаста, своего друга и секретаря, он заменил название на настоящее. В ней в сжатом, предельно сконцентрированном виде он излагает основные положения своего мировоззрения. Здесь философ как бы подводит итог пройденного им духовного пути и набрасывает идейные контуры двух последующих произведений: «Антихриста» и «Воли к власти». Он выносит суровый приговор самим основателям христианской культуры, как искажающей, по его мнению, естественную природу человека, подавляющей присущую сильным личностям волю к власти.
В дальнейшем эту поставленную Ницше проблему противоречия между культурой и волей к жизни разрабатывали Л. Клагес и О. Шпенглер.

## Содержание
1. Афоризмы и стрелы
Собрание 44 афоризмов, совершенно различных по тематике.
2. Проблема Сократа
Всесторонняя критика Сократа, начиная от его диалектики, «декадентства», и вплоть до происхождения. Ницше пишет: «Сократ представляет собой недоразумение; вся стремящаяся к улучшению людей нравственность была также недоразумением…»
3. «Разум» в философии
О важности чувственного ощущения мира перед разумом. «…они вообще не лгут. Ложь заключается в том, что мы делаем из них ложные образцы..» — говорит Ницше о чувствах.
4. О том, как наконец «истинный мир» обратился в басню. История одного заблуждения
Критика философского понятия «Истинного мира», как мира, доступного немногим мудрым и добродетельным людям.
5. Нравственность как противоестественное учение
Критика нравственности, как понятия, призывающего к борьбе со страстями, направленного «против инстинктов жизни».
6. Четыре великих заблуждения
Ницше критикует такие «распространённые» ошибки в понятиях, как:
- «Такое заблуждение, когда причину смешивают со следствием».
- «Заблуждение ложной причинности».
- «Заблуждение воображаемой причинности».
- «Ложное представление о „свободной воле“».

7. «Исправители» человечества
Критика нравственности как способа наставления людей. «…все средства, с помощью которых человечество должно было бы сделаться нравственным, были совершенно безнравственными», — отмечает Ницше.
8. Чего недостаёт немцам
Критика немецкого общества, образования и интеллекта. Ницше отмечает повсеместный упадок немецкой культуры и называет основной причиной этого неправильное воспитание, образование и науку.
9. Очерки несвоевременного
Собрание коротких, разрозненных впечатлений, мыслей и записей критической направленности различной тематики.
10. Чем я обязан древним
Ницше восхищается Горацием, Фукидидом, но критикует Платона и греческую культуру в целом.